# Coupe de Chamonix 1913
Das fünfte Coupe de Chamonix Eishockeyturnier fand vom 13. bis 15. Januar 1913 in Chamonix, Frankreich statt. Der Club des Patineurs de Paris gewann das Turnier.

## Turnier

### Spiele
- Brussels IHC (BEL) – SC Leysin (SUI) 4-1
- Club des Patineurs de Paris (FRA) – Brussels IHC 8-0
- Club des Patineurs de Paris – SC Leysin 13-1

### Abschlusstabelle
| Pl. |                             | Sp | S | U | N | Tore  | Punkte |
| 1.  | Club des Patineurs de Paris | 2  | 2 | 0 | 0 | 21:01 | 4:0    |
| 2.  | Brussels IHC                | 2  | 1 | 0 | 1 | 4:9   | 2:2    |
| 3.  | SC Leysin                   | 2  | 0 | 0 | 2 | 02:17 | 0:4    |

## Einzelnachweis
1. ↑  Matches internationaux de hockey sur glace 1912/13. In: passionhockey.com. Abgerufen am 31. Januar 2017.